# Taiojni (Kamtxatka)
|  | Per a altres significats, vegeu «Taiojni». |

Taiojni (en rus: Таёжный) és un poble (un possiólok) del krai de Kamtxatka, a Rússia, que el 2020 tenia 118 habitants. Pertany al districte de Mílkovo.